# Carmen Onorati
Carmen Maria Onorati (Roma, 11 agosto 1947 – Roma, 18 giugno 2021) è stata un'attrice, doppiatrice e dialoghista italiana.

## Biografia
Recitò in alcune fiction televisive: quella più nota è Un medico in famiglia dove partecipò dalla seconda alla sesta stagione. Apparve anche in R.I.S. - Delitti imperfetti e nel quarto episodio della terza stagione di Provaci ancora prof!  dove interpretò il personaggio di Domenica Pinna. Al cinema ebbe un ruolo nel film Scandalo segreto, per la regia di Monica Vitti.
Prestò la propria voce voce ad attrici come Bette Midler nei film Chi ha ucciso la signora Dearly?, La donna perfetta, The Women e Mindy Sterling in Austin Powers - La spia che ci provava e Austin Powers in Goldmember.
Diresse il doppiaggio per il telefilm Beverly Hills 90210 e curò l'adattamento dei dialoghi italiani in varie serie televisive (The District, Supernatural), e cartoni animati (Due fantagenitori, Tutenstein e King of the Hill ).
Carmen Onorati è morta a Roma il 18 giugno 2021 all'età di 73 anni.

## Filmografia
- Giacinta - miniserie TV, 1 episodio (1980)
- Lapo erzählt... - serie TV (1981)
- Spaghetti House, regia di Giulio Paradisi (1982)
- Scandalo segreto, regia di Monica Vitti (1990)
- I ragazzi del muretto - serie TV, 3 episodi (1993)
- Cuore cattivo, regia di Umberto Marino (1995)
- Un medico in famiglia - serie TV (2000-2009)
- R.I.S. 2 - Delitti imperfetti - serie TV, episodio 2x06 (2006)
- Distretto di Polizia 6 - serie TV, episodio 6x19 (2006)

## Doppiaggio

### Animazione
- Scooby-Doo! Dove sei tu? - 2 episodi (1970)
- Peggy Hill in King of the Hill
- Becky in Charlotte
- Sig. Ra Mush in Wayside
- H2Olga in Due fantagenitori

### Cinema
- Bette Midler in Chi ha ucciso la signora Dearly?, La donna perfetta, The Women
- Mindy Sterling in Austin Powers - La spia che ci provava, Austin Powers in Goldmember
- Sylvia Miles in Go Go Tales
- Margo Martindale in Walk Hard - La storia di Dewey Cox
- Paula Newsome in Noi due sconosciuti
- Lin Shaye in Tutti pazzi per Mary
- Kim Grogg in Olé
- Kate McGregor-Stewart in Il padre della sposa 2
- Salimata Kamate in Quasi amici - Intouchables

### Televisione
- Sura Berditchevsky in Dancin' Days
- Elisa Escámez in Leonela
- Holland Taylor in  Due uomini e mezzo

### Videogiochi
- Atropo in Disney's Hercules[1]

## Teatro
- A volte un gatto di Cristiano Censi, regia di Massimo Milazzo, con Giorgio Lopez, Mino Caprio e Paola Valentini (1990-1991)[2]